# Vertegenwoordiging van de Vlaamse Regering in Wenen

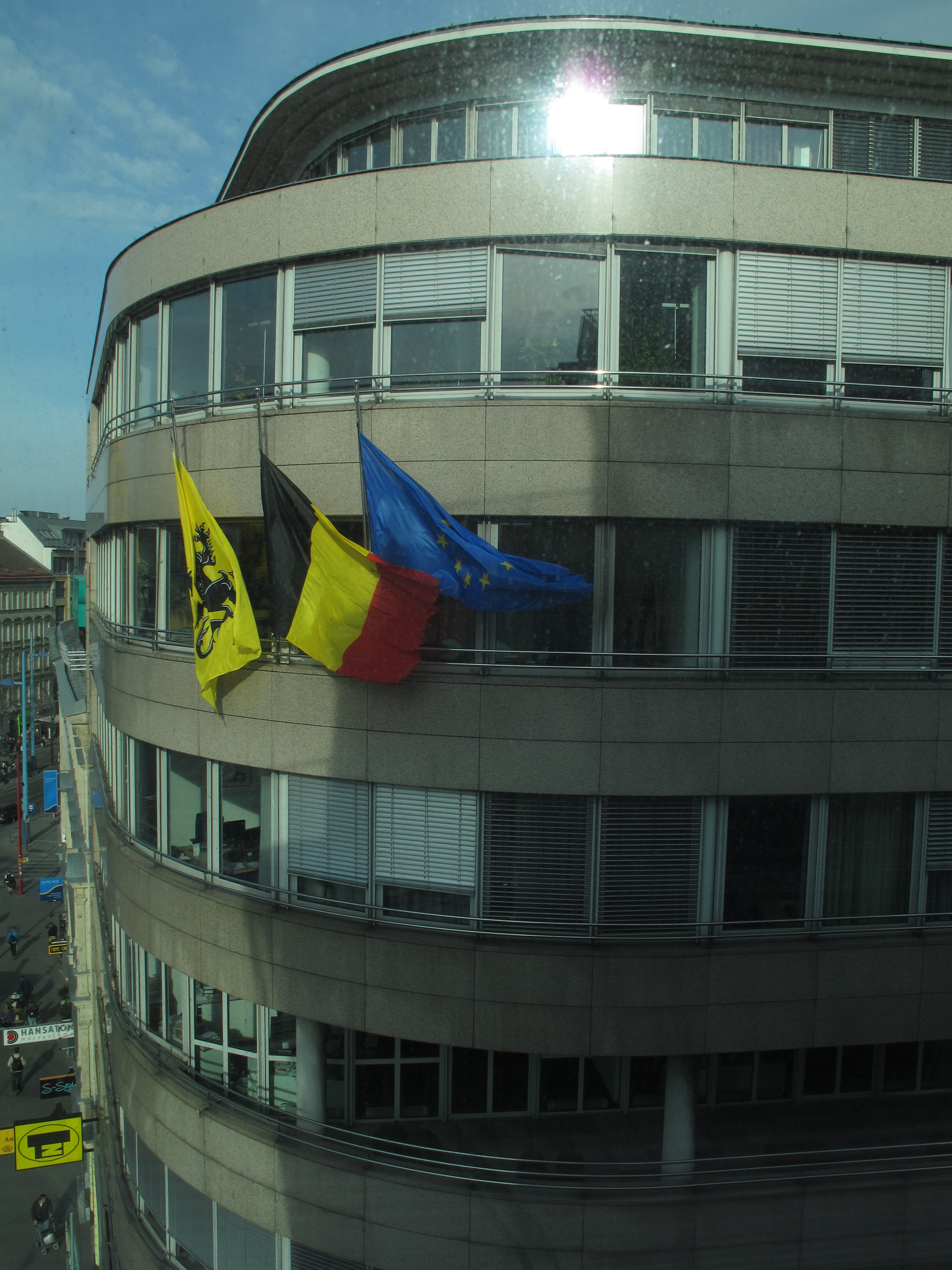
Vlaams Huis in Wenen

De Vlaamse Vertegenwoordiging in Wenen is sinds 2001 gevestigd in deze Oostenrijkse hoofdstad. Deze Vertegenwoordiger van de Vlaamse Regering is het permanente communicatiekanaal van de Vlaamse regering met Oostenrijk, maar hij is ook bevoegd voor Tsjechië en Hongarije.

## Locaties
De Vlaamse Vertegenwoordiging in Wenen is gehuisvest in de Elisabethstraße 16/1 in Wenen. Op hetzelfde adres zijn gevestigd: Tourism Flanders Brussels en Flanders Investment & Trade. In Hongarije is de vertegenwoordiging gevestigd in Táltos utca 15b in Boedapest. In Tsjechië is de vertegenwoordiging gevestigd in de Belgische ambassade, Valdštejnská 6 in Praag, waar ook Flanders Investment & Trade gehuisvest is.

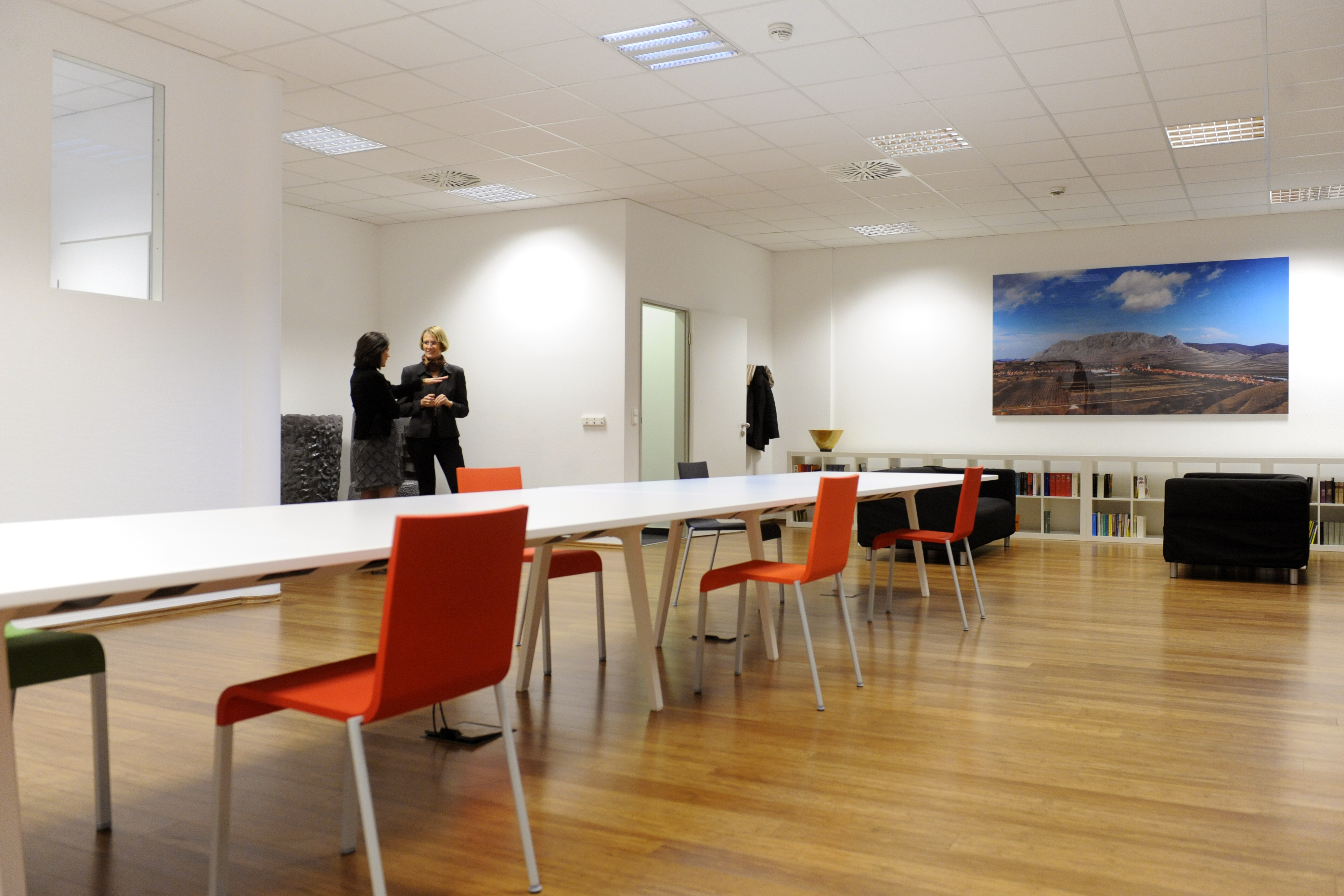
Leeszaal van het Vlaams Huis in Boedapest

## Opdracht
De Vertegenwoordiging van de Vlaamse Regering verzorgt de diplomatieke, politieke en maatschappelijke contacten tussen Oostenrijk, Hongarije Tsjechië enerzijds en Vlaanderen anderzijds, op alle domeinen waarvoor Vlaanderen in België bevoegd is, zoals onderwijs, gezondheidszorg, sociaal welzijn, de federale staatsstructuur, wetenschap en innovatie, landbouw, leefmilieu, cultuur, kunsten en erfgoed.
De Vertegenwoordiging begeleidt tevens de werkbezoeken van de Vlaamse ministers en parlementsleden.
De Oostenrijkse gesprekspartners zijn zowel de beleidsmakers en de lokale overheden, maar ook de internationale instellingen die in Oostenrijk zijn gevestigd, zoals UNIDO, het internationale toezicht op de wapenhandel en het talencentrum van de Raad van Europa.
Voor handel en investeringen en voor toerisme zijn respectievelijk Flanders Investment and Trade (FIT) en Toerisme Vlaanderen bevoegd.